# Bitwa pod Sandepu
Bitwa pod Sandepu – operacja zaczepna wojsk rosyjskich przeprowadzona w dniach 25–29 stycznia 1905 w trakcie wojny rosyjsko-japońskiej w okolicach Sandepu (Heikoutai), ok. 60 km na południowy zachód od Mukdenu (obecnie Shenyang). 
Operacja natarcia na Sandepu została przygotowana po uzyskaniu kapitulacji rosyjskiego garnizonu Port Artur w grudniu 1904 roku. Rozkaz ataku wydał naczelny dowódca wojsk rosyjskich Aleksiej Kuropatkin. Na czele kilku dywizji stał dowódca 2. Armii Mandżurskiej gen. O. K. Grippenberg. Miał on za zadanie zająć lewe skrzydło 2. Armii japońskiej, dowodzonej przez gen. Yasukata Oku. Złe dowodzenie taktyczne, m.in. przeprowadzenie ataku pojedynczymi dywizjami spowodowało załamanie się natarcia i odwrót wojsk rosyjskich. 29 stycznia 2. Armia Mandżurska ponownie zajęła pozycje wyjściowe. 